# 乔希·布思
乔希·布思（英語：Josh Booth，1990年10月9日—），澳大利亚男子赛艇运动员。他曾代表澳大利亚参加2012年、2016年和2020年夏季奥林匹克运动会赛艇比赛，其中2016年奥运会获得一枚银牌。